# Bahbari Gaon
Bahbari Gaon è una suddivisione dell'India, classificata come census town, di 6.159 abitanti, situata nel distretto di Tinsukia, nello stato federato dell'Assam. In base al numero di abitanti la città rientra nella classe V (da 5.000 a 9.999 persone).

## Società

### Evoluzione demografica
Al censimento del 2001 la popolazione di Bahbari Gaon assommava a 6.159 persone, delle quali 3.297 maschi e 2.862 femmine. I bambini di età inferiore o uguale ai sei anni assommavano a 569, dei quali 282 maschi e 287 femmine. Infine, coloro che erano in grado di saper almeno leggere e scrivere erano 4.849, dei quali 2.731 maschi e 2.118 femmine.